# Апсны (вино)
Апсны (абх. Аҧсны) — марка красного полусладкого вина.

## Описание
Выпускается с 1962 года на Сухумском винном заводе, который в настоящее время принадлежит компании «Вина и воды Абхазии». Название переводится как «страна души».
Производится из сортов виноград каберне-совиньон, мерло и саперави, благодаря чему имеет гранатовый цвет.

## Награды
- 2000 — серебряная медаль международной выставки-ярмарки «Вино. Водка. Табак».
- 2001 — золотая медаль международного форума «Индустрия напитков».
- 2001 — золотая медаль международной выставки-ярмарки «Вино. Водка. Табак».
- 2002 — золотая медаль международной выставки-ярмарки «Вино. Водка. Табак»[4].
- 2003 — золотая медаль, премия «Гран-При» международного конкурса вин «Золотой грифон».
- 2003 — премия «Гран-При» международной выставки-ярмарки «Вино. Водка. Табак»[5].
- 2005 — премия «Гран-При» международной выставки-ярмарки «Вино. Водка. Табак».
- 2010 — бронзовая медаль «Продэкспо 2010».
- 2015 — золотая медаль «Продэкспо 2015».
- 2016 — золотая медаль «Продэкспо 2016».